# 947년

## 연호
- 후진(後晉) 개운(開運) 4년
- 후한(後漢) 천복(天福) 12년
- 요(遼) 회동(會同) 10년 / 대동(大同) 원년 / 천록(天祿) 원년
- 일본(日本) 덴교(天慶) 10년 / 덴랴쿠(天暦) 원년
- 남한(南漢) 건화(乾和) 5년
- 후촉(後蜀) 광정(廣政) 10년
- 남당(南唐) 보대(保大) 5년

## 기년
- 후진(後晉) 출제(出帝) 6년
- 후한(後漢) 고조(高祖) 원년
- 요(遼) 태종(太宗) 21년 / 세종(世宗) 원년
- 고려(高麗) 정종(定宗) 2년